# Nicholas megye (Nyugat-Virginia)
Nicholas megye az Amerikai Egyesült Államokban, azon belül Nyugat-Virginia államban található. Megyeszékhelye és legnagyobb városa Summersville. Lakosainak száma 24 604 fő (2020. április 1.). Nicholas megye Braxton, Webster, Greenbrier, Fayette, Clay és Kanawha megyékkel határos.

## Népesség
A megye népességének változása:
| Lakosok száma | 26 229 | 26 155 | 26 239 | 25 965 | 25 594 | 24 604 |
|               | 2010   | 2011   | 2012   | 2013   | 2015   | 2020   |